# (8050) Beishida
(8050) Beishida es un asteroide perteneciente al cinturón de asteroides descubierto el 18 de septiembre de 1996 por el equipo del Beijing Schmidt CCD Asteroid Program desde la Estación Xinglong de las montañas Yanshan, China.

## Designación y nombre
Beishida recibió inicialmente la designación de 1996 ST.
Más tarde, en 2000, se nombró por la Universidad Normal de Pekín, conocida popularmente como Beishida.

## Características orbitales
Beishida está situado a una distancia media del Sol de 2,134 ua, pudiendo acercarse hasta 1,792 ua y alejarse hasta 2,476 ua. Tiene una excentricidad de 0,1604 y una inclinación orbital de 1,854 grados. Emplea en completar una órbita alrededor del Sol 1139 días. El movimiento de Beishida sobre el fondo estelar es de 0,3162 grados por día.

## Características físicas
La magnitud absoluta de Beishida es 15,1.